# Zentrale Klassenarbeit
Zentrale Klassenarbeit (amtliche Abkürzung ZK, nicht-amtlich auch teilweise ZKA) werden die speziell in Baden-Württemberg geschriebenen Klassenarbeiten genannt, die von jedem Schüler in der zehnten Klasse an einem Gymnasium abgelegt werden müssen.

## Allgemeines
Diese Klassenarbeiten sind vom Kultusministerium festgelegt. Das heißt: Datum, Uhrzeit, Form und Inhalt sind fest vorgegeben und sind von den einzelnen Lehrern und Schulen nicht beeinflussbar. Für die jeweiligen Arbeiten werden auch Nachtermine landeseinheitlich festgelegt.
Zentrale Klassenarbeiten zählen ein Drittel der Endnote. In Klasse 10 werden daher nur drei, in Ausnahmefällen vier weitere Klassenarbeiten in den entsprechenden Fächern geschrieben.
Die Zentrale Klassenarbeit wird in folgenden Fächern geschrieben:
- In Deutsch
- In Mathematik
- In der ersten Fremdsprache (meistens Englisch, seltener Französisch oder Latein)

Die Zentralen Klassenarbeiten wurden im Schuljahr 2005/06 für Schüler, die im Schuljahr 2004/2005 erstmals in die 5. Klasse eingetreten sind, abgeschafft und durch Vergleichsarbeiten in Klasse 6, 8 und 10 ersetzt.

## Zentrale Klassenarbeit in Deutsch
In Deutsch kann der Schüler aus vier Themen wählen, von denen er nur eines bearbeiten muss. Den Schülern stehen 150 Minuten zur Verfügung, um eines der folgenden Themen zu wählen und zu bearbeiten:
- zwei Erörterungsthemen (meist eine freie und eine textgebundene Erörterung)
- Interpretation eines Gedichtes
- gestaltende Textverfassung (Tagebucheintrag, Blogeintrag, …)
- Interpretation einer Kurzgeschichte.

Je nach Thema ist eine mehr oder weniger ausführliche Ausarbeitung nötig: Erörterung und Interpretation erfordern einen längeren Aufsatz; gestaltende Interpretation aber eine differenziertere Vorbereitung.

## Zentrale Klassenarbeit in Mathematik
In Mathematik erstreckt sich der abzufragende Stoff über das komplette Schuljahr (ausgenommen ist Trigonometrie). Es kann in dieser Klassenarbeit der gesamte Pflichtstoff der zehnten Klasse abgefragt werden. Meistens wird Wert auf die Hauptthemen gelegt, wobei die Aufgaben teilweise auch fachgebietsübergreifend sind. Den Schülern stehen 90 Minuten zur Verfügung, die Aufgaben zu lösen.
Der Aufbau ist in der Regel wie folgt:
1. Teil (Analysis)
- Vereinfachungen von Termen, in der Regel mit Potenzen und Logarithmen
- Funktionsanalyse von einfachen Potenzfunktionen mit Schaubildern, Eigenschaften der Potenzfunktionen, Zuordnung von Schaubildern usw.

2. – 4. Teil
- Geometrie: Körperberechnung (Volumen, Streckenlängen, Umfang usw.).
- Wahrscheinlichkeitslehre.
- Funktionen im Zusammenhang mit Wachstum.

## Zentrale Klassenarbeit in der ersten Fremdsprache

### Englisch
In Englisch ist die Zentrale Klassenarbeit in zwei Teile aufgeteilt.
Im ersten Teil (Teil A, Hörverständnis (Listening Comprehension) und Erörterung (Comment)) liest der Lehrer einen kurzen und im Allgemeinen leichtverständlichen Text vor, zu dem die Schüler drei Fragen beantworten müssen. Diese Fragen müssen aus dem Inhalt des Textes beantwortet werden. Das Mitschreiben, während der Lehrer liest, ist untersagt. Außerdem muss der Schüler in einer weiteren Aufgabe seine Meinung zu einem Thema einbringen, das meistens nichts mit dem Text der Listening Comprehension zu tun hat. Die Texte des ersten Teils müssen insgesamt aus mindestens 150 Wörtern bestehen. Hauptthema der Klasse 10 in Englisch sind die Vereinigten Staaten. Daher kommen häufig Aufgaben zu Themen wie Einwanderung in die USA, die USA allgemein oder auch die Jugend in Amerika vor.
Im zweiten Teil (Teil B, Übersetzung) müssen die Schüler einen englischen Text ins Deutsche übersetzen. Diese Texte sind meistens etwa 120 Wörter lang.
Den Schülern stehen 90 Minuten zur Verfügung, die Aufgaben zu lösen.

### Französisch
Die Zentrale Klassenarbeit in Französisch unterscheidet sich von der Englischen dadurch, dass im Teil A der Text den Schülern schriftlich zur Verfügung gestellt wird.

### Latein
Die Zentrale Klassenarbeit in Latein besteht nur aus einer Übersetzung vom Lateinischen ins Deutsche. Meistens handelt es sich dabei um einen Ausschnitt aus den Werken Ciceros.